# 花都教主柯蕾特
是一部於2018年上映的英國傳記劇情電影。影片以法國女作家科萊特為原型，由沃什·韋斯特摩蘭執導，韋斯特摩蘭和理查德·格拉澤撰寫劇本，凯拉·奈特利、多米尼克·韦斯特和丹妮絲·高夫主演。
影片於2018年1月20日在圣丹斯电影节舉行全球首映，計劃於2018年9月21日在美國公映，由Bleecker Street和30West發行，2019年1月25日在英國公映，由狮门影视發行。

## 劇情
19世紀末，一個來自鄉下的女子西多妮-加布里埃爾·科萊特嫁給了大她十四歲富有魅力的巴黎男人威利，在丈夫的幫助下她的創作靈感被激發出來。威利便說服他的妻子專心寫小說，并以他的名義出版。 她的克勞迪系列小說取得了驚人的成功，使丈夫威利成為著名的作家。科萊特和威利也成為了第一對現代時期的名人夫婦。
但是隨著時間推移，夫妻感情惡化，科萊特亦無法取得自己作品的大量收入，這段時期內她遇到了馬蒂爾德·德·莫尼，一位法國貴族女性，並與之相戀。馬蒂爾德鼓勵她追求自由，而丈夫威利不惜一切代價維繫對她的控制。

## 演員
| 演員                              | 角色                                                      | 備註           |
| 凯拉·奈特利 Keira Knightley       | 西多妮-加布里埃爾·科萊特 Gabrielle Sidonie Colette        |                |
| 多米尼克·韦斯特 Dominic West      | 亨利·高澤爾-維拉爾（威利） Henry Gauthier-Villars (Willy) | 科萊特的丈夫。 |
| 艾伊·莎哈特 Aiysha Hart           | 波萊爾 Polaire                                            |                |
| 費歐娜·蕭 Fiona Shaw              | 西多 Sido                                                 |                |
| 丹妮絲·高夫 Denise Gough          | 馬蒂爾德·德·莫尼 Mathilde de Morny                        |                |
| 羅伯特·普赫 Robert Pugh           | 儒勒 Jules                                                |                |
| 麗貝卡·魯特 Rebecca Root          | 拉希爾德 Rachilde                                         |                |
| 埃利諾·湯姆林森 Eleanor Tomlinson | 喬治·拉烏爾-杜瓦爾 Georgie Raoul-Duval                    |                |
| 朱利安·瓦德姆 Julian Wadham       |                                                           |                |

## 製作
2016年2月1日，《寫我華麗緣》確定將由《依然愛麗絲》的導演沃什·韋斯特摩蘭執導，并聯合在《依然愛麗絲》中合作過的理查德·格拉澤編劇共同撰寫劇本。影片的幕後製作團隊來自2015年電影《卡罗尔》，由獨立電影公司數字9電影和殺手電影聯合製作。無畏電影亦將出資並共同製作，這也是該公司首次涉足英國。同日，Deadline報道稱凯拉·奈特利將出演女主角科萊特。2017年5月15日，多米尼克·韦斯特加入劇組飾演科萊特的第一任丈夫亨利·高澤爾-維拉爾。5月23日，丹妮絲·高夫、費歐娜·蕭、羅伯特·普赫和麗貝卡·魯特成為影片演員。6月21日，埃利諾·湯姆林森和朱利安·瓦德姆確認將出演該影片。
影片拍攝始於2017年夏。5月26日，影片攝製組在倫敦的一個農場取景。拍攝期間，主演凯拉·奈特利被發現出現在匈牙利布達佩斯的大街上。

## 發行
2018年1月20日，影片在圣丹斯电影节舉行全球首映。不久後，Bleecker Street、30West和狮门影视分別獲得了影片在美國和英國的發行權。影片定於2018年9月21日在美國上映，2019年1月25日在英國上映。

## 反響
影片在爛番茄網站的媒體評分獲得100%新鮮度，7.2/10分（11位影評人）。《寫我華麗緣》在Metacritic網站上獲得了普遍好評，74/100分（8位影評人）。

## 資料來源
1. 1 2  Jaafar, Ali. . Deadline Hollywood. 2016年2月1日  [2018年8月16日]. （原始内容存档于2021-04-10） （美国英语）.
2. ↑  Barraclough, Leo. . Variety. 2016年2月1日  [2018年8月16日]. （原始内容存档于2021-02-26） （美国英语）.
3. ↑  . Screen Daily. 2017年5月15日  [2018年8月16日]. （原始内容存档于2019-12-08） （美国英语）.
4. ↑  Lodderhose, Diana. . Deadline Hollywood. 2017年5月23日  [2018年8月16日]. （原始内容存档于2021-02-13） （美国英语）.
5. ↑  N'Duka, Amanda. . Deadline Hollywood. 2017年6月21日  [2018年8月16日]. （原始内容存档于2018-06-29） （美国英语）.
6. ↑  . Witney Gazette. 2017年5月26日  [2018年8月16日]. （原始内容存档于2018-10-22） （美国英语）.
7. ↑  . 24.hu. 2017年6月12日  [2018年8月16日]. （原始内容存档于2021-01-23） （匈牙利语）.
8. ↑  Debruge, Peter. . Variety. 2017年11月29日  [2018年8月16日]. （原始内容存档于2017-12-11） （美国英语）.
9. ↑  Fleming Jr, Mike. . Deadline Hollywood. 2018年1月21日  [2018年8月16日]. （原始内容存档于2021-02-11） （美国英语）.
10. ↑  Lang, Brent. . Variety. 2018年1月21日  [2018年8月16日]. （原始内容存档于2018-07-14） （美国英语）.
11. ↑  Chuba, Kirsten. . Variety. 2018年2月16日  [2018年8月16日]. （原始内容存档于2020-06-02） （美国英语）.
12. ↑  . Launching Films.   [2018年8月16日]. （原始内容存档于2019-10-12） （美国英语）.
13. ↑  . Rotten Tomatoes.   [2018年8月16日]. （原始内容存档于2020-09-20） （美国英语）.
14. ↑  . Metacritic.   [2018年8月16日]. （原始内容存档于2018-06-26） （美国英语）.

## 外部連結
- 互联网电影数据库（IMDb）上《花都教主柯蕾特》的资料（英文）